# Bos Mon
Bos Mon es una comuna (khum) del distrito de Rumduol, en la provincia de Svay Rieng, Camboya. En marzo de 2008 tenía una población estimada de 4674 habitantes.
Se encuentra ubicada al sur del país, en la llanura camboyana que se adentra al delta del Mekong en Vietnam.